# ضريح بابا يادغار
ضريح بابا يادغار (بالفارسية: آرامگاه بابا یادگار) هو ضريح تاريخي يعود إلى القرن الثامن الهجري، ويقع في مقاطعة دالاهو.